# Благовещение Богородично (Бер)
„Благовещение Богородично“ (на гръцки: Παναγία Ευαγγελίστρια, Βαγγελίστρα) е средновековна православна църква в южномакедонския град Бер (Верия), Егейска Македония, Гърция. Храмът е част от енория „Свети Йоан Милостиви“.

## История
Църквата е издигната в XIV век. С времето архитектурата на храма се променя значително, като от първоначалния е запазена само южната стена. На нея има два слоя изящни стенописи от византийската епоха. В останалата част на храма са запазени ценни стенописи от XVII век. В надписа от 1699 година фигурира името на митрополит Йоаким I.
В 1924 година църквата е обявена за паметник на културата.